# Маркин, Павел Михайлович (промышленный деятель)
Павел Михайлович Маркин (12 июля 1924, Сахаровка — 21 февраля 1997, Самара) — советский промышленный деятель, соратник Н. Д. Кузнецова.

## Биография

### Ранние годы
Родился 12 июля 1924 года в селе Сахаровка Татарской АССР. По окончании школы, в январе 1941 года подал документы в Ленинградское военно-морское училище им. М. В. Фрунзе, куда был зачислен без экзаменов, но в связи с начавшейся Великой Отечественной войной в числе других курсантов был направлен в истребительный батальон для обороны Ленинграда.

### Военные годы
В июле 1942 года стал курсантом 2-го Астраханского пехотного училища, которое окончил лейтенантом и в должности командира стрелкового взвода был направлен под Сталинград, в 13-ю гвардейскую стрелковую дивизию, с которой прошел всю войну. 
В составе дивизии командовал зенитно-пулемётной ротой.

### После войны
В октябре 1946 года демобилизовался и приехал в Уфу. 
В 1951 году окончил Уфимский авиационный институт, инженер-технолог.
В 1952–1993 годах работал на Государственном союзном опытном заводе № 2 (с 1982 года — Куйбышевское научно-производственное объединение «Труд», с начала 1990-х годов – ОАО «Самарский научно-технический комплекс им. Н.Д. Кузнецова»). Трудовой путь начал инженером-технологом; в 1961-1981 годах — директор завода, в 1981-1989 годах — директор завода – первый заместитель генерального директора по производству.

### Смерть
Павел Михайлович Маркин жил в Самаре, он умер 21 февраля 1997 года. Похоронен на кладбище поселка Управленческий (район Самары).

## Награды и звания
- орден Ленина (26.04.1971)
- орден Октябрьской Революции (1976)
- орден Отечественной войны I степени (11.03.1985)
- орден Трудового Красного Знамени (22.07.1966)
- орден Красной Звезды (18.05.1944)
- орден «Знак Почёта» (12.07.1957)
- медаль «За отвагу» (14.02.1943)
- другие медали
- Заслуженный машиностроитель РСФСР (1982)
- Лауреат премии Совета Министров СССР (1984, за разработку и внедрение в промышленность методов поверхностного пластического деформирования и оборудования для повышения надежности и ресурса деталей газотурбинных двигателей)

## Память
- На доме в поселке Управленческий, где жил Маркин, установлена мемориальная доска